# Apogon nigrocincta
Apogon nigrocincta es una especie de pez de la familia de los apogónidos en el orden de los perciformes.

## Morfología
Los machos pueden llegar a alcanzar los 9,1 cm de longitud total.

## Distribución geográfica
Se encuentran en océano Índico y al oeste del Pacífico.